# Село Демьяна Бедного (Алтайский край)
Демьяна Бедного — упразднённое село в Алтайском крае, находившееся в подчинении у города Славгорода. Упразднено в 2011 г.

## География
Располагалось у озера Беленькое, в 6 км к юго от села Даниловка.

## История
До муниципальной реформы 2011 г. находилось в составе Нововознесенского сельсовета.

## Население
| 2002 | 2010 |
| ---- | ---- |
| 67   | ↘0   |

По переписи 2002 г. в посёлке проживало 67 человек. Национальный состав: русские — 70 %.